# Kalisz

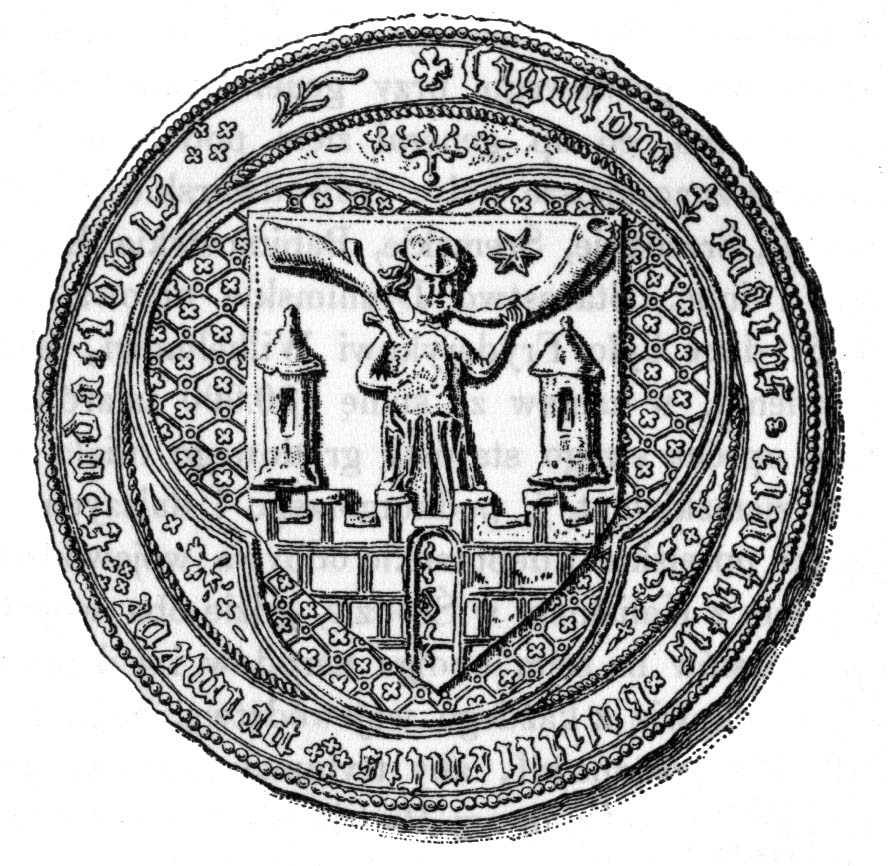
Con dấu trung cổ của Kalisz

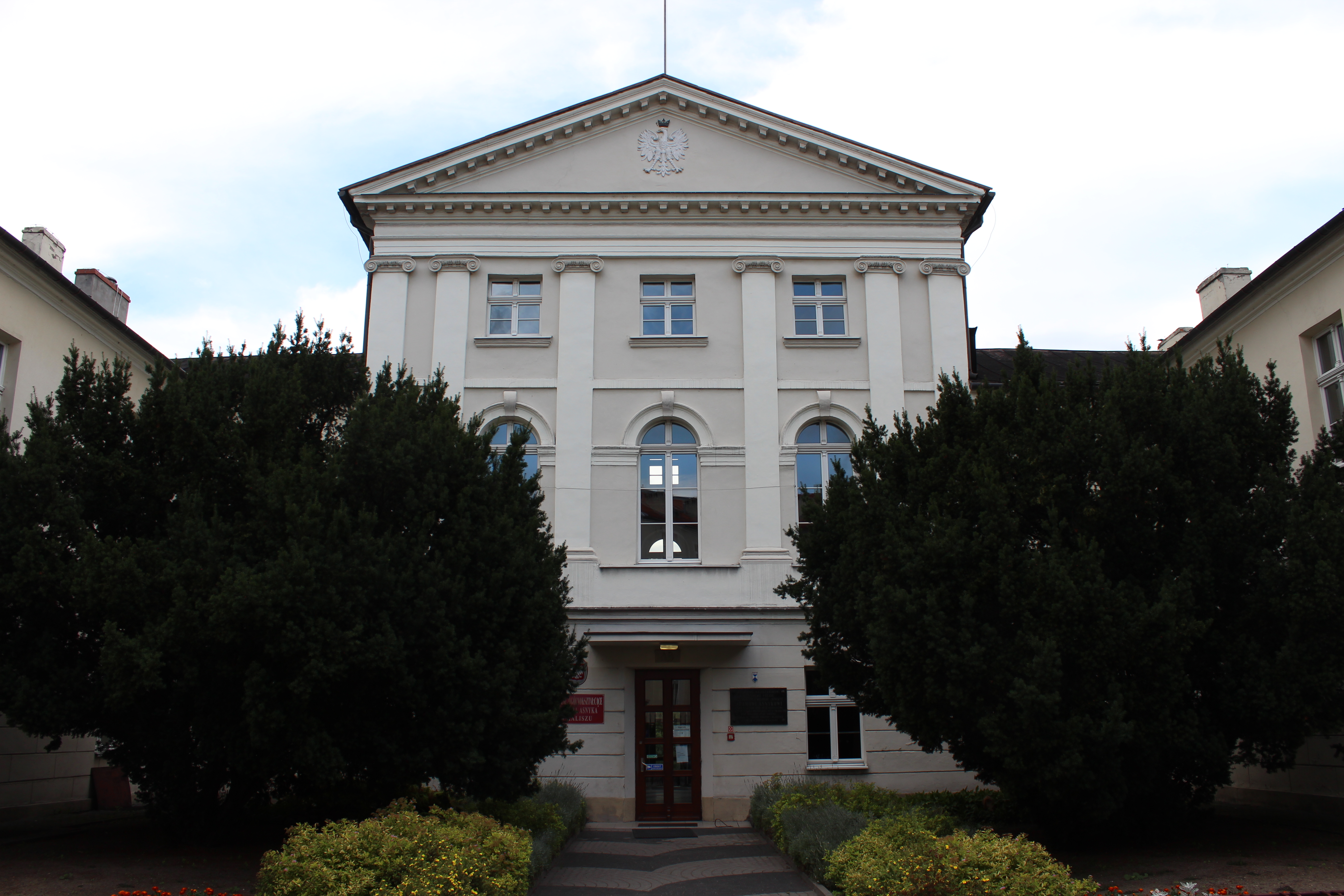
Cao đẳng Adam Asnyk

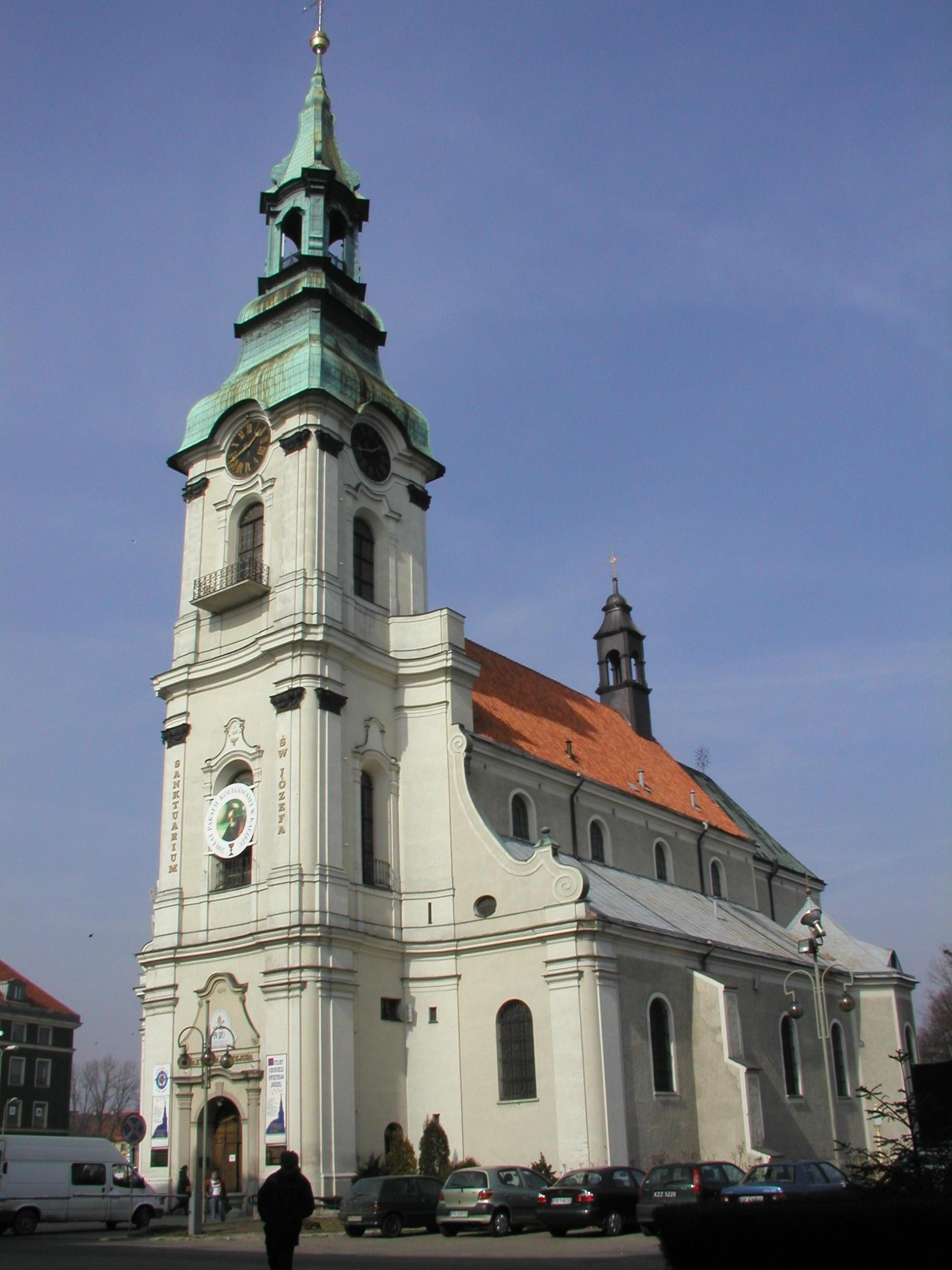
Giáo đường St. Joseph ở Kalisz.

Kalisz [ˈkaliʂ] ⓘ (tiếng Đức: Kalisch) là một thành phố ở miền trung Ba Lan với dân số 106.829 người. Đây là thủ phủ của Vùng Kalisz. Nằm bên sông Prosna ở phía đông nam của tỉnh Đại Ba Lan, thành phố tạo thành một khu vực đô thị với các thị trấn lân cận Ostrow Wielkopolski và Nowe Skalmierzyce Xem Kalisz. 

## Cư dân nổi tiếng từ Kalisz
- Avraham Gombiner 1633 học giả Do Thái
- Wojciech Bogusławski 1757 nhà viết kịch
- Cyprian Godebski 1765 nhà thơ
- Dawid Flamm 1793
- Karl Heinrich Hermes 1800-1856 ký giả
- Thekla von Gunkert 1810 tác gia